# Omphalogramma forrestii
Omphalogramma forrestii är en viveväxtart som beskrevs av Isaac Bayley Balfour. Omphalogramma forrestii ingår i släktet Omphalogramma och familjen viveväxter. Inga underarter finns listade i Catalogue of Life.